# 鈴木教學法
鈴木教學法（Suzuki method），又稱鈴木運動，是由日本小提琴家兼教育家鈴木鎮一（1898－1998）在二十世紀中叶開發與推廣的一種音樂教學法及教育哲學。這種教學法旨在營造一種音樂學習環境，這種學習環境與學習母語的語言環境相似。鈴木先生認爲，這種教學方法亦有助於培養良好的道德品質。

## 背景
鈴木教學法是由日本小提琴家鈴木鎮一於二十世紀中葉提出的。作爲一個技藝精湛的小提琴家，但同時亦是一個苦於學習德語的初學者，鈴木先生意識到兒童在學習他們的母語時是非常迅速的。即便是一些成年人認爲非常“困難”的方言，五、六歲的孩童們亦可脫口而出。他認爲，如果兒童具有能夠習得他們的母語的能力，他們也應當具有同樣的掌握樂器的能力。鈴木在與名古屋大學生物化學教授 Leonor Michaelis 交談後決定開發教學方法。 
鈴木率先提出了這樣的想法：如果學習步驟足夠小，並且樂器按比例縮小以適合他們的身體，學齡前兒童就可以學習拉小提琴。 他根據自己的自然語言習得理論，對自己的方法進行了建模，並將其稱為「才能教育」（sainō kyōiku）。 鈴木相信，如果教育得當，每個孩子都能夠取得高水準的音樂成就。 他也明確表示，這種音樂教育的目標是培養一代又一代擁有「高尚心靈」的孩子[2]，而不是培養著名的音樂神童。 

## 歷史
鈴木鎮一根據自然語言習得的過程，針對學齡前的兒童，提出他稱為「才能教育」的教育方式。他認為，只要透過正確的教學方法，任何一個兒童都有能力學到高級的音樂技巧。鈴木鎮一創辦「才能教育研究會」（才能教育研究会），在日本廣設「鈴木教學法音樂教室」（スズキ・メソード音楽教室），推廣鈴木教學法。
學者呂炳川曾在臺灣推動才能教育，並邀請日本專家學者福元裕等人至臺灣教學。

## 外部連結
- 鈴木教學法_台灣才能教育協會 （页面存档备份，存于）
- 才能教育研究會 （页面存档备份，存于）
- 中華民國鈴木音樂才能教育協會 （页面存档备份，存于）